# Republika Środkowoafrykańska na Letnich Igrzyskach Olimpijskich Młodzieży 2010
Republika Środkowoafrykańska na Letnich Igrzyskach Olimpijskich Młodzieży w Singapurze w 2010 reprezentowało 5 sportowców w 2 dyscyplinach.

## Skład kadry

### Lekkoatletyka

#### Dziewczyny
| Zawodnicy        | Dyscyplina              | Kwalifikacja | Kwalifikacja | Finał | Finał   |
| Zawodnicy        | Dyscyplina              | Wynik        | Miejsce      | Wynik | Miejsce |
| ---------------- | ----------------------- | ------------ | ------------ | ----- | ------- |
| Christelle Guela | bieg na 1000m dziewcząt | 3:12.47      | 23 qB        | DNF   | DNF     |

### Koszykówka

#### Chłopcy
| Lista składu                                                                                      | Dyscyplina       | Grupa   | Grupa   | Etapy   | Etapy   | Etapy   | Miejsce |
| Lista składu                                                                                      | Dyscyplina       | Grupa C | Miejsce | 9-16    | 13-16   | 15-16   | Miejsce |
| ------------------------------------------------------------------------------------------------- | ---------------- | ------- | ------- | ------- | ------- | ------- | ------- |
| Rodrigue Kabylo-Bereke Neil Wilfried Londoumon Rochris Anthony Gouzhy (C) Jean Bertrand Mbakoutou | turniej chłopców | W 25-17 | 3       | L 13-22 | L 21-29 | W 29-16 | 15      |
| Rodrigue Kabylo-Bereke Neil Wilfried Londoumon Rochris Anthony Gouzhy (C) Jean Bertrand Mbakoutou | turniej chłopców | L 25-30 | 3       | L 13-22 | L 21-29 | W 29-16 | 15      |
| Rodrigue Kabylo-Bereke Neil Wilfried Londoumon Rochris Anthony Gouzhy (C) Jean Bertrand Mbakoutou | turniej chłopców | W 25-17 | 3       | L 13-22 | L 21-29 | W 29-16 | 15      |
| Rodrigue Kabylo-Bereke Neil Wilfried Londoumon Rochris Anthony Gouzhy (C) Jean Bertrand Mbakoutou | turniej chłopców | L 28-32 | 3       | L 13-22 | L 21-29 | W 29-16 | 15      |